# Acido tassoleico
L'acido tassoleico è un acido grasso saturo composto da 18 atomi di carbonio con doppi legami , in posizione 5=6,9=10, entrambi in configurazione cis.
È presente negli oli di semi di conifere, come Pinus nigra (≈47%), Taxus cuspidata (≈16,2%),  Taxus baccata (≈12,2%),  Cedrus Libani (≈9,4%),  Abies pinsapo (≈8,2%),  Pinus pinaster (≈7,1%),  Abies alba (≈6,2%), tra gli altri.
Si presume che sia biosintetizzato dall'acido oleico mediante l'enzima Δ5-desaturasi.
Si trova nelle conifere, insieme ad altri acidi grassi (acido juniperonico, pinolenico, coniferonico, sciadonico) che hanno un doppio legame in posizione 5, separato da più di un gruppo metilenico rispetto al doppio legame successivo.